# Pratura ceylona
Pratura ceylona är en insektsart som beskrevs av James Norman Zahniser 2008. Pratura ceylona ingår i släktet Pratura och familjen dvärgstritar. Inga underarter finns listade i Catalogue of Life.